# Provincia Salerno
Salerno este o provincie în regiunea Campania în Italia.

## Geografie
Principale orașe și comune
| Nm. | Comune              | Populație (ab) | Suprafață (km²) | Densitate (loc/km²) | Altitudinea (m n.m.) |
| --- | ------------------- | -------------- | --------------- | ------------------- | -------------------- |
| 1   | Salerno             | 140.580        | 58,96           | 2382,56             | 4                    |
| 2   | Cava de' Tirreni    | 53.399         | 36,46           | 1462,06             | 180                  |
| 3   | Battipaglia         | 50.948         | 56,46           | 903,73              | 72                   |
| 4   | Scafati             | 50.693         | 19,69           | 2576,63             | 12                   |
| 5   | Nocera Inferiore    | 45.985         | 20,78           | 2216,79             | 43                   |
| 6   | Eboli               | 37.563         | 137,47          | 274,32              | 145                  |
| 7   | Pagani              | 35.774         | 12,86           | 2803,96             | 35                   |
| 8   | Sarno               | 31.332         | 39              | 795                 | 30                   |
| 9   | Angri               | 31.301         | 13,71           | 2275,85             | 32                   |
| 10  | Pontecagnano Faiano | 24.651         | 36              | 629                 | 10                   |